# Meyn
Meyn település Németországban, Schleswig-Holstein tartományban. Lakosainak száma 774 fő (2023. december 31.).

## Népesség
A település népességének változása:
| Lakosok száma | 573  | 743  | 749  | 747  | 793  | 774  |
|               | 1975 | 2017 | 2019 | 2021 | 2022 | 2023 |